# Движение Викимедиа
Движение Викиме́диа, или просто Викиме́диа, — глобальное сообщество участников проектов Викимедиа и обслуживающих их организаций.

Место сообщества и локальных проектов (справа сверху) относительно «Движения Викимедиа»

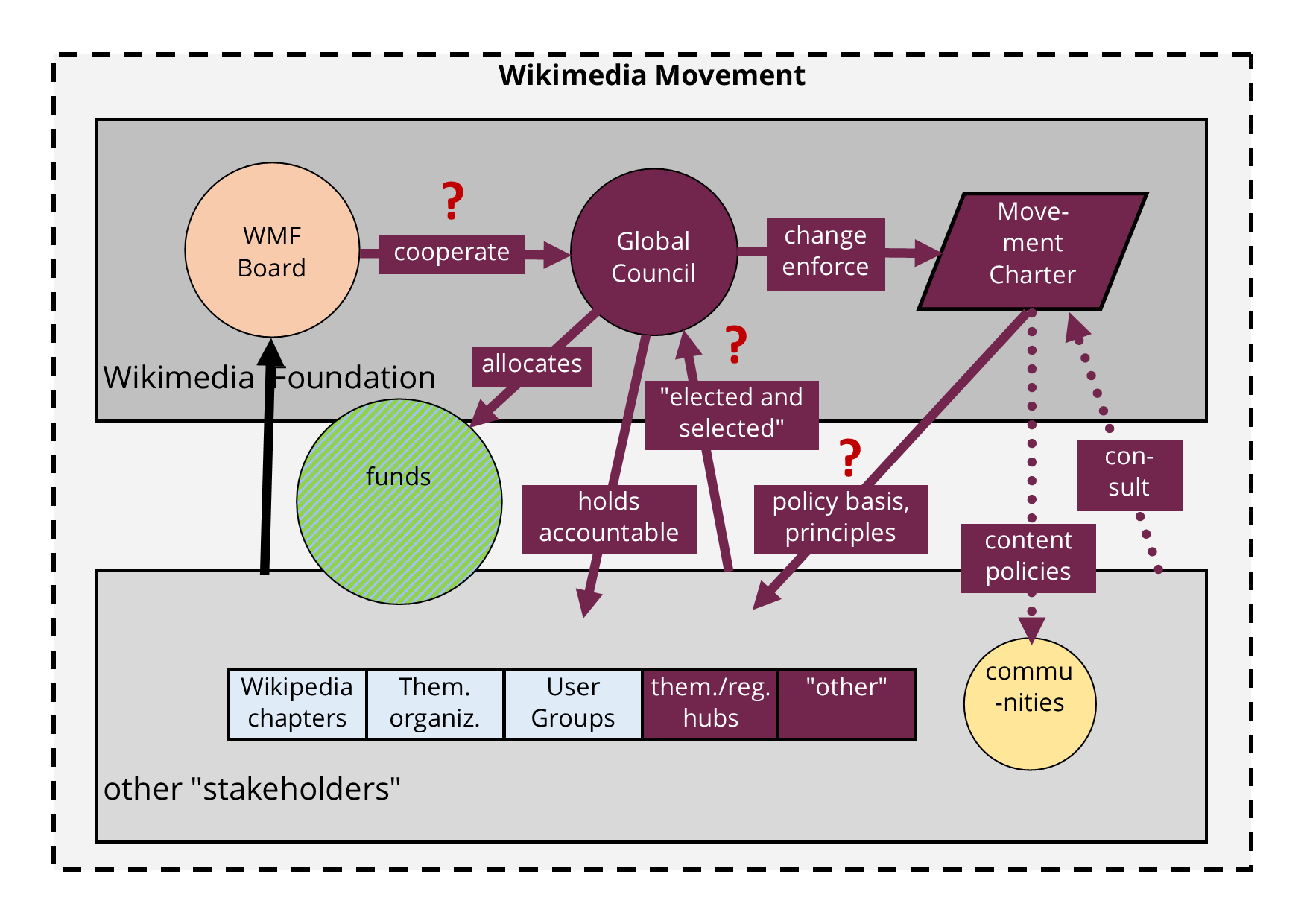
Место сообщества редакторов (желтым) относительно распределения собранных средств (зеленым)

Аффилиации «Движения Викимедиа» — региональные Сhapters (чаптеры, синим) и User groups (юзер-группы, зеленым)

## История
Движение возникло на основе сообщества Википедии и в дальнейшем распространилось на другие проекты Викимедиа, включая Викисклад и Викиданные, а также сообщество разработчиков программного обеспечения Медиавики. Эти добровольцы поддерживаются многочисленными организациями по всему миру, в том числе глобально Фондом Викимедиа, региональными организациями Викимедиа (в России — «Викимедиа РУ»), тематическими организациями и группами пользователей, такими как «Викимедийцы Башкортостана», «Викимедийцы, пишущие на эрзянском языке» и «Донская группа викимедийцев».
Название «Викимедиа», полученное словосложением из вики и медиа, было впервые использовано американским писателем Шелдоном Рамптоном в его сообщении в почтовой рассылке англоязычного Викисловаря в марте 2003 года — через три месяца после того, как этот вики-проект стал вторым после Википедии, размещённым Джимми Уэйлсом; ещё через три месяца была объявлена и создана организация Фонд Викимедиа. Термин «Викимедиа» может также относиться к проектам Викимедиа.

## Вики-проекты
- Википедия — свободная энциклопедия;
- Викисловарь — свободный словарь;
- Викиучебник — открытые учебники;
- Викиновости — свободный источник новостей;
- Викицитатник — коллекция цитат;
- Викитека — свободная библиотека;
- Викиверситет — открытое обучающее сообщество;
- Викигид — свободный всемирный путеводитель;
- Викивиды — свободный каталог видов живых организмов;
- Викисклад — свободный медиабанк;
- Викиданные — бесплатная и свободная база знаний, которая может использоваться и редактироваться как людьми, так и машинами.
- Абстрактная Википедия — проект создания независимой от языка версии Википедии с использованием структурированных данных из Викиданных.